# バーレンブルク
バーレンブルク (ドイツ語: Barenburg, 低地ドイツ語: Baarnborg) は、ドイツ連邦共和国ニーダーザクセン州ディープホルツ郡に属すフレッケン（市場開催権など一部の特権を認められた比較的大きな町）である。この町は、キルヒドルフに本部を置くザムトゲマインデ・キルヒドルフに属している。

## 地理

### 位置
バーレンブルクは、ズーリンゲンの南 6 km に位置している。デュンマー自然公園とシュタインフーダー・メーア自然公園との間、ブレーメンとミンデンとのほぼ中間に当たる。

### 隣接する市町村
この町は、北から時計回りに以下の郡および市町村と境を接している。ズーリンゲン、ニーンブルク/ヴェーザー郡、キルヒドルフ、ヴァレル。

### 河川
ズーリンゲン方向から流れてきたクライネ・アウエ川は、バーレンブルクでグローセ・アウエ川と合流して東に向かって流れ、ニーンブルクの南でヴェーザー川に合流する。

## 歴史
この町は1247年に初めて文献に記録されている。1285年にバーレンブルク城の記述が現れる。この城は、1338年にアルトブルーフハウゼンの領主権とともにホーヤ伯領に移譲された。この城は、このあたりの低湿地を通っていたミンデン - ブレーメンの古い街道を支配していた。1434年、シュピーゲルベルクのフェーデでブラウンシュヴァイク＝リューネブルク公ヴィルヘルムがバーレンブルクを占領し、これを焼き払った。この町はその後何度も担保に差し出された。1582年にホーヤ伯家が断絶すると、城はヴァイエ家の所有となった。1706年、すでに倒壊していたと思われるこの城が焼失した。
その後、バーレンブルク代官区から生じた、このフレッケンのみを含むハノーファーのアムト・バーレンブルクは、1706年からアムト・エーレンブルクとともに管理され、1823年にアムト・エーレンブルク＝バーレンブルクとして統合された。バーレンブルクは1530年に初めてフレッケンとして記述されている。

## 行政

### 議会
バーレンブルクの町議会は11人の議員で構成されている。

### 首長
ヘルマン・デンカーは、2018年2月21日にバーレンブルクの名誉職の町長に選出された。
過去の町長:
- 1952年 - 1976年: ハインリヒ・デンカー
- 1976年 - 1991年: クルト・コートラーデ
- 1991年 - 2006年: ハインリヒ・カンマッハー
- 2006年 - 2018年: アンドレ・マイヤー
- 2018年 - : ヘルマン・デンカー

### 紋章
図柄: この町の紋章は青地で、緑の土地の上を右向き（向かって左向き）の図案化されていない黄色と黒の斑のヒョウが描かれている。

## 文化と見所
コンクール「Unser Dorf hat Zukunft」（直訳: 我らの村には未来がある）で、2008年にバーレンブルクは、ジーケのヴァッヘンドルフとともにディープホルツ郡で3位となった。

### 建築
- バーレンブルクのユダヤ人墓地は文化財に指定されている。これは、ディープホルツ郡に現存する保存状態の良い8つのユダヤ人墓地の1つである。「ツーム・バーンホーフ」通り沿いのこの墓地には、1828年から1938年頃までの49基の墓石が見られる。

バーレンブルクの文化財リストには4件の文化財が登録されている。
- バーレンブルクの教会。12世紀に建設された聖十字架礼拝堂の壁の一部が遺っている。

## 経済と社会資本
バーレンブルクの近くに、エクソンモービルのバーレンブルク油田がある。

### 交通

#### 道路
この町は、ミンデンからズーリンゲンに通じる連邦道 B61号線沿いに位置している。

#### 鉄道
バーレンブルクには、ディープホルツ - ズーリンゲン線の鉄道施設がある。これはバーレンブルクにあるエクソンモービル（油田）のためのタンク車輸送用の路線である。この路線は、かつてのラーデン - ズーリンゲン - バッスム線の遺構である。バーレンブルクからラーデンまでの鉄道施設は1997年に撤去され、現在は通行できない。

## 関連図書
- Martin Zeiller (1654). “Baremburg”. In Matthäus Merian. Topographia Ducatus Brunswick et Lüneburg. Topographia Germaniae. 15 (1 ed.). Frankfurt am Main: Matthaeus Merians Erben. p. 47
- Nancy Kratochwill-Gertich (2005). “Barenburg”. In Herbert Obenaus, David Bankier, Daniel Fraenkel. Historisches Handbuch der jüdischen Gemeinden in Niedersachsen und Bremen. Band 1 und 2. Göttingen. pp. 159–164
- Helmut Hark, ed (1970). Die Geschichte des Fleckens und der Kirchengemeinde Barenburg. Sulingen/Hannover: Plenge
- “BARENBURG”. Handbuch der Deutschen Kunstdenkmäler. Bremen Niedersachsen. München/Berlin: Deutscher Kunstverlag. (1992). p. 188. ISBN 978-3-422-03022-0